# Suzhou (Anhui)
 For alternative betydninger, se Suzhou (flertydig). (Se også artikler, som begynder med Suzhou)
Suzhou (Kinesisk skrift: 宿州; pinyin: Sùzhōu) er en by på præfekturniveau i den nordlige del af provinsen Anhui i Folkerepublikken Kina. Den har et areal på 1.686 km² og en befolkning på 5.516.423 og en befolkningstæthed på 	3.271.9/km² (2001).

## Administrative enheder
Suzhou består af et bydistrikt og fire amter:
- Bydistriktet Yongqiao – 埇桥区 Yǒngqiáo Qū ;
- Amtet Dangshan – 砀山县 Dàngshān Xiàn ;
- Amtet Xiao – 萧县 Xiāo Xiàn ;
- Amtet Lingbi – 灵璧县 Língbì Xiàn ;
- Amtet Si – 泗县 Sì Xiàn.

## Kommunikation

### Jernbaner
Byen Suzhou er stoppested på den vigtige jernbaneline Jinghubanen som løber fra Beijing til Shanghai via blandt andet Tianjin, Jinan, Nanjing og Suzhou i Jiangsu.

### Veje
Kinas rigsvej 206 løber fra kystbyen Yantai til kystbyen Shantou i provinsen Guangdong. Den løber gennem provinserne Shandong, Jiangsu, Anhui, Jiangxi og til slut Guangdong.